# Dacian Andoni
Dacian Andoni - n. 30 decembrie 1962, Arad este un pictor român.
Studii: Academia de Arte Vizuale “George Enescu”, Iași promoția 1993, clasa prof. Adrian Podoleanu, secția pictură.

## Biografie și expoziții
Născut la 30 decembrie 1962, Arad, România.
Studii: 1993 – absolvent al Academiei de Arte Vizuale “George Enescu”, Iași (clasa prof. Adrian Podoleanu), secția pictură
2005 – Doctor în arte vizuale, titlul tezei: "Aspecte ale sacrului în pictura românească actuală", conducător științific d-na Prof. Dr. Rodica Vârtaciu.
2015 - Doctor Habilitat, tilul lucrarii de ablitare: "Construcție și modernitate"
Din 2017 – Profesor universitar la Universitatea de Vest din Timișoara, Facultatea de Arte si Design.
Expoziții personale (selecție): 2021 - Muzeul  de  Artă Cluj-Napoca, Expoziția Perenitate fragilă,  curatori: Doina Mândru, critic de artă    și Florin Gherasim, muzeograf;  2021 – Galeria „Uj Kriterion”, Miercurea-Ciuc, Expoziția Prisma țepoasă, curator Botond Reszeg, director artistic; 2021 - Galeria „Arcade  24”  Bistrița,  Expoziția  Bucură-te, pămînt străveziu, bucură-te,  curator Oliv Mircea, critic de artă; 2021 – Galeria „Art Nouveau” Târgu Mureș, Expoziția Pămînt înrourat, curator Oliv Mircea, critic de artă; 2017 – Biblioteca Națională a Romȃniei, Expoziție de pictură organizată de Asociația Ziariștilor Independenți din Romȃnia cu ocazia întȃlnirii cu tema "Revistele literare  românești azi"- Convorbiri literare 150. Vernisaj doamna Doina Mȃndru critic de artă și domnul Cristian Robert Velescu, critic de artă; 2016 – Muzeul Național de Artă al Moldovei, Chișinău, Expoziția de pictură Dacian Andoni vernisată de doamna Doina  Mȃndru critic de artă și doamna Teodora Stanciu, jurnalist, curator domnul Tudor Zbȃrnea, directorul muzeului; 2016 – Galeria „Cecilia Cuțescu-Storck” din cadrul Academiei de Studii Economice București,  Expoziția ...în Grisaille, vernisată de doamna Ruxandra Garofeanu consilier artistic al Primăriei Sectorului 2 București, critic de artă și doamna Doina Mȃndru critic de artă, curator domnul Prof Univ. Dr. Gabriel Niculescu; 2016 – Galeria „Dialog” din cadrul Primăriei sectorului 2 București, Expoziția Pictură, desen, foto, curator doamna Ruxandra Garofeanu consilier artistic și critic de artă; 2012 – Palatele Brâncovenești Mogoșoaia, Expoziția Construcție și memorie, expoziție  vernisatã de  domnul Dan  Hăulică, Președinte de Onoare  al Asociației  Internaționale  a  Criticilor  de  Artã împreunã cu dna Doina Mândru; 2011 –  Galeria „Arcade  24”  Bistrița,  Expoziția  Pământ transfigurat, expoziție vernisată de criticul de artă Oliv Mircea; 2011 – Muzeul de Artã Timișoara, Expoziția Pãmânt + Construcție, expoziție vernisatã de domnul Dan Hăulică, Președinte de Onoare al Asociației Internaționale a Criticilor de Artă; 2007 – Institutul Român de Cultură și Cercetare Umanistică, Veneția, Italia, Expoziția Intre memorie și uitare, curator și prezentator Dan Hăulică, Președinte de Onoare al Asociației Internaționale a Criticilor de Artă; 2009 -  Galeria  „Dana” Iași, Expoziția  Dincolo de materie, expoziție vernisată de domnul Dan Hăulică, Președinte de Onoare al Asociației Internaționale a Criticilor de Artă; 2009  –  Muzeul de Artã  Cluj-Napoca,  Expoziția  Dincolo de materie, expoziție  dedicată cineastului Paul Barbăneagră, curator Părintele profesor Ioan Bizău; 2006 – Palatul Administrativ Timișoara, Expoziție de acuarele vernisatã de Prof.univ.dr. Marcel Tolcea, Directorul Muzeului de Artă din Timișoara; 2004 – Galeria “Sabina & Jean Negulescu”, București, Expoziția …prin cele ce se vãd, expoziție vernisatã de domnul  Dan Hăulică, Președinte de Onoare al Asociației Internaționale a Criticilor de Artă și de doamna Magdalena Crișan, critic de artă.  In 2004 a avut loc o expoziție Paul Neagu-Dacian Andoni, la Galeria “Sabina & Jean Negulescu” în ambianța căreia a avut loc lansarea volumului “Paul Neagu – Nouă Stațiuni Catalitice” de Matei Stîrcea-Crăciun.; 2003 – Maison de l’Europe, Hôtel de Coulange Paris, Franța. Expoziția Timp, Culoare și Simbol, vernisatã  de  domnul  Paul  Barbăneagră, regizor,  producãtor  de  film  și  domnul Oliviu  Gherman, Ambasadorul României la Paris și domnull Michel Redigny, Directorul Maison de l’Europe. In ambianța expoziției s-a organizat o Masă Rotundă cu tema: Redescoperirea sacrului în artele contemporane. Invitați: Dan Hăulică – Președinte de Onoare al Asociației Internaționale a Criticilor de Artă; Paul Barbăneagră – regizor, producător de film; Sanda Stolojan - scriitor, Sanda Nițescu – pictor, scriitor; Dacian Andoni – pictor. 

### Expoziții de grup
- 2010 – Expoziția internaționalã de picturã și sculpturã Transparența valorii, dincolo de formã și culoare, Galeria „Ärcadia”, Pașcani

- 2010 – Expoziția Interferențe stilistice, Galeria „Forma”, Deva
- 2010 – Expoziția Sã nu ucizi, Galeriile TIMCO, Timișoara
- 2005, 2007, 2009 - Bienala Internaționalã de Artã, Arad
- 2008 – Simpozionul de picturã „Ciric”, Iași
- 2008 – Galeria „Dana”, Iași
- 2006 - Galeria „Veroniki Art” Bucuresti, Expoziția „30 de ani de pictură la Tescani”, vernisată de Dan Hăulică și Andrei Pleșu;
- 2005 – Bienala Internațională de Artă, Arad.
- 2004 – Muzeul Banatului, Expoziția “Lumina”, Timișoara
- 2004 – Szeged (Ungaria) – Müvészettörténet Tanszék Galériajába – Expoziția Lumina, fenomen fizic, motiv și simbol artistic, prin Filiala UAP Timișoara;
- 2003 – Budapesta (Ungaria) – Magyar Képzömüvészek es Iparmüvészek Szövetsége;
- 2003 – Paris (Franța) – Festivalul Internațional Montmartre en Europe.
- 2002 – Galeria 28, Expoziția “Stare de Crăciun”, Timișoara;
- 2000 – Galeria “Tenta Art”, Timișoara;
- 2000 – Paris (Franța), - Galeriile Thuillier;
- 1999 – Buxieres-les-Mines (Franța) – XXIV Salon Internațional des Arts;
- 1999 – Budapesta (Ungaria) – Centrul Cultural Român – Expoziția “Zece” (organizator și participant);
- 1999 – Budapesta (Ungaria) – Centrul Cultural Român, Expoziție de artă contemporană “Între 30 și 60” – (organizator și participant)
- 1999 – Budapesta (Ungaria) – Centrul Cultural Român, Expoziția cadrelor didactice, artiști de la Facultatea de Arte Timișoara (organizator și participant);
- 1998 – Quincy – Voisin (dep. Marne la Vallé), Franța;
- 1998 – Yzeure (dep. Allier), Franța;
- 1998 – Paris (Franța) – Academie des Artistes de L’Europe Centrale;
- 1994, 1996 –Gyula (Ungaria) - Muzeul de Artă “Durer”;
- 1994 – Viena (Austria) – Centrul Cultural Român;
- 1990 – Ankara (Turcia) – Festivalul internațional al Tineretului;

## Lucrări și cronică
|  | ...Sunt foarte bucuros că prietenul meu Andoni a reușit să aducă la Paris această expoziție, pentru că ea dovedește încă o dată că în pictura românească există o tradiție a artei care nu se supune modelor occidentale. Chiar dacă marea majoritate a pictorilor români este pasionată de aventuri, pentru mine sinucigașe, ale artei zise moderne, rămân câțiva artiști, i-am putea numi îndărătnici, care nu vor să renunțe la adevărata menire a artei: cea de a transfigura realitatea în spiritul unei anume perspective și în spiritul unui anume conținut. Când arta e de mare valoare, conținutul întotdeauna e unul singur: Dumnezeu! Arta s-a situat mereu între memorie și uitare. Memorie, adică aducerea aminte a lui Dumnezeu, și uitarea lui Dumnezeu, ceea ce a condus la o diversificare până la uniformitate. Arta modernă, care trebuia să dea libertate absolută artiștilor și creației, a devenit până la urmă o artă pe care eu aș numi-o “artă oglindă”. De ce ? Pentru că tabloul încetează să mai fie o fereastră deschisă către marile mistere ale existenței, ale lumii. El devine un fel de oglindă în care artistul se vede pe sine însuși, se contemplă și se declară mai mult decât satisfăcut, entuziasmat de el însuși, fie că suferă, fie că e fericit. Or, acest fel de a gândi și de a crea înseamnă, în fond, trădarea artei. De ce ? Pentru că înainte, să spunem, dacă situăm în câmpul artei toate artele, înainte de marile evenimente care au avut loc cu prăbușirea muzicii pe care a trăit-o arta europeană prin Beethoven, înainte de acest început de secol XIX, arta era ceea ce un mare critic francez, Aucar, definește ca fiind starea de grație. Iar, starea de grație în care se înscrie arta, în cazul nostru pictura, realiza ceea ce realizează prietenul nostru, adică o amplificare a substanței misterioase și sacre, o atragere în câmpul înțelegerii imediate a misterului creației, adică a lui Dumnezeu. După aceea, această stare de grație care caracteriza creația artistică europeană, va fi înlocuită cu ceea ce același critic definește prin “état d’âme” (stare sufletească), adică psihologia nu egalează arta și artistul este preocupat de o idee care aparent este interesantă dar în fond ea sărăcește; ideea de a transmite o anumită stare interioară proprie individului, proprie artistului. Lucru important, dar infinit de puțin important decât amploarea existenței care îl avea drept criteriu pe Dumnezeu. În clipa în care “état d’âme” înlocuiește “état de grâce” Dumnezeu, care era în centrul artei, în centrul creației înainte, este înlocuit cu această realitate, indiscutabil de mare valoare, care este omul. Însă înlocuirea spiritului dumnezeiesc cu realitatea umană, modifică sistemul de valori, sistemul de referințe și, dintr-o dată, toate marile respirații cosmice sunt înlocuite de micimea unor valori de ordin psihologic. | — Paul Barbăneagră, regizor, producător de film |